# Harri Lehiste
Harri Lehiste (* 14. Oktober 1931 in der Gemeinde Lehtse; † 19. Juni 1984 in Tallinn) war ein estnischer Journalist und Humorist.

## Leben und Werk
Lehiste machte 1952 in Kehra sein Abitur und studierte von 1952 bis 1957 Estnische Philologie an der Universität Tartu. Nach seinem Abschluss war er ein Jahr bei einer Zeitung im Rajon Rapla angestellt. Von 1958 bis zu seinem Tod war er Redakteur, seit 1973 Chefredakteur, bei der estnischen Satirezeitschrift Pikker.
Harri Lehiste war Mitglied des Estnischen Journalistenverbandes und seit 1962 Mitglied der KPdSU.

## Bibliografie (Auswahl)
- Lõbustusmaks ('Vergnügungssteuer'). Tallinn: EKP Keskkomitee Kirjastus 1964. 95 S.
- Võitlus müüriga ('Kampf mit der Mauer'). Tallinn: Eesti Raamat 1966. 160 S.
- Läbi lukuaugu ('Durchs Schlüsselloch'). Tallinn: EKP Keskkomitee Kirjastus 1974. 160 S.

## Übersetzungen ins Deutsche
Drei Geschichten von Harri Lehiste sind auch auf Deutsch erschienen, davon zwei in der von ihm selbst zusammengestellten Humoreskensammlung Diamantensucher und andere estnische Humoresken: „Diamantensucher“ (S. 54–57) und „Die Sache mit der Wasserleitung“ (S. 58–62), beide übersetzt von Viktor Sepp.
Die dritte Geschichte, „Familienstreit“, wurde aus dem Russischen übersetzt und ist in der Sammlung Eine Wanne voll Kaviar. Humor und Satire aus der Sowjetunion erschienen (S. 152–156).